# Campionato italiano di ciclismo su strada 1945
Il campionato italiano di ciclismo su strada 1945, trentacinquesima edizione della manifestazione, si svolse il 16 settembre 1945 su un percorso di 217 km con partenza a Milano e arrivo ad Angera. Assegnato in concomitanza con la Coppa Greppi, fu vinto da Severino Canavesi, che completò il percorso in 6h00'03" precedendo Glauco Servadei e Sergio Maggini. Conclusero la prova 19 dei 36 ciclisti al via.

## Percorso
La corsa prese il via a Milano avviandosi lungo la strada del Sempione e attraversando nell'ordine Rho (km 12), Legnano (km 24), Gallarate (km 35) e Sesto Calende (km 51). Da qui transitò a Gattico, Borgomanero e Gravellona Toce (km 96) per discendere il lago Maggiore – via Stresa (km 108) e Arona (km 125) – e risalirlo sulla sponda varesotta fino a Gavirate (km 160); si affrontò quindi l'unica salita di giornata, il Brinzio, prima degli ultimi chilometri e del traguardo di Angera.

## Ordine d'arrivo (Top 10)
| Pos. | Corridore            | Squadra               | Tempo    |
| ---- | -------------------- | --------------------- | -------- |
| 1    | Severino Canavesi    | S.C. Canavesi         | 6h00'03" |
| 2    | Glauco Servadei      | Bianchi               | a 1'31"  |
| 3    | Sergio Maggini       | Benotto               | s.t.     |
| 4    | Mario Ricci          | Legnano               | s.t.     |
| 5    | Fausto Coppi         | S.S. Lazio            | s.t.     |
| 6    | Augusto Introzzi     | Viscontea             | s.t.     |
| 7    | Gino Bartali         | S.S. Tempora Bettolle | s.t.     |
| 8    | Giovanni De Stefanis | U.S. Ausonia Torino   | s.t.     |
| 9    | Aldo Ronconi         | Viscontea             | a 5'00"  |
| 10   | Adolfo Leoni         | Bianchi               | s.t.     |